# Elymnias nirgritia
Elymnias nirgritia är en fjärilsart som beskrevs av Hans Fruhstorfer 1907. Elymnias nirgritia ingår i släktet Elymnias och familjen praktfjärilar. Inga underarter finns listade i Catalogue of Life.